# Перри, Герберт
Ге́рберт Спе́нсер Пе́рри (англ. Herbert Spencer Perry, 23 января 1894, Ледибранд — 20 июля 1966, Бридпорт) — британский спортивный стрелок. Олимпийский чемпион 1924 года.

## Биография
Герберт Перри родился 23 января 1894 года в городе Ледибранд в Оранжевом Свободном Государстве (сейчас в ЮАР).
Был на военной службе. В 1916 году переведён из Особого резерва в британскую королевскую артиллерию. В 1920 году вышел в отставку в почётном звании капитана.
В 1924 году вошёл в состав сборной Великобритании на летних Олимпийских играх в Париже. Выступал в стрельбе по «бегущему оленю» двойными выстрелами с расстояния 100 метров. В индивидуальном турнире поделил 13-14-е места, набрав 59 очков и уступив 17 очков победителю Оле Лилло-Ольсену из Норвегии. В командном турнире сборная Великобритании, за которую также выступали Сирил Макуорт-Прейд, Филипп Ним и Аллен Уитти, завоевала золотые медали, набрав 263 очка и опередив на 1 очко норвежцев. Перри стрелял последним в команде, и именно он принёс британцам победу.
Умер 20 июля 1966 года в британском городе Бридпорт в Англии.